# Joaquín Villa
Joaquín Villa García (Gijón, Asturias, España, 4 de junio de 1961) es un exfutbolista español que jugaba como delantero. El principal equipo a lo largo de su carrera deportiva fue el Real Sporting de Gijón, con el que disputó en seis temporadas un total de 133 encuentros en los que anotó veintisiete goles.

## Trayectoria
Formado en los equipos juveniles del Veriña Club de Fútbol y del C. D. Ensidesa, llegó al Sporting Atlético en 1981. Pasó una temporada cedido en el Real Unión Club para realizar el servicio militar.
Debutó con el Real Sporting de Gijón de la mano del técnico Vujadin Boškov, el 16 de octubre de 1983 en un partido disputado en El Molinón frente al Club Atlético de Madrid, en el que los locales se impondrían por 2-0. Sin embargo, con la llegada de José Manuel Díaz Novoa, dejó de contar para el equipo y tuvo que buscarse la vida fuera de Gijón; en 1985 se incorporó al C. E. Sabadell F. C., club en el que jugó cedido durante una campaña y en la que se convirtió en uno de los artífices del ascenso a Primera División, tras jugar treinta y dos encuentros en los que anotó siete goles.
Una vez finalizada la temporada, el Sporting se fijó en él nuevamente y decidió no prorrogar su cesión en Sabadell lo que posibilitó que regresara a su equipo de toda la vida, en el cual se mantuvo hasta 1990, llegando a disputar 133 partidos en los que marcó veintisiete goles. Posteriormente, tras acabarse su vinculación con el equipo asturiano, fichó por el R. C. Deportivo de La Coruña, en el que se militó hasta 1993, después de jugar sesenta y tres encuentros en los que logró nueve goles. Se retiró una temporada después en el C. D. Castellón, aunque no llegó a disputar ni un solo encuentro.

## Clubes
| Club                         | País   | Año       |
| ---------------------------- | ------ | --------- |
| C. D. Ensidesa               | España | 1979-1981 |
| Sporting Atlético            | España | 1981-1983 |
| Real Sporting de Gijón       | España | 1983-1984 |
| Sporting de Gijón Atlético   | España | 1984-1985 |
| C. E. Sabadell F. C.         | España | 1985-1986 |
| Real Sporting de Gijón       | España | 1986-1990 |
| R. C. Deportivo de La Coruña | España | 1990-1993 |
| Elche C. F.                  | España | 1993      |
| C. D. Castellón              | España | 1993-1994 |